# Associação Erechinense de Voleibol
A Associação Erechinense de Voleibol, também conhecida pelo acrônimo AEV, é uma equipe brasileira de voleibol, fundada em 2015 na cidade de Erechim, Rio Grande do Sul. Foi a vice-campeã do Campeonato Gaúcho de Voleibol Feminino de 2016.

## História
Os projetos referentes à AEV iniciaram no ano de 2010, com treinos em uma escola da cidade de Erechim, sob o comando do professor e treinador Lucas Pilar.
A equipe tornou-se profissional em 01 de março de 2015, quando anunciou a sua federação junto à Federação Gaúcha de Voleibol (FGV). Atualmente, é representada por cinco categorias tanto no naipe feminino quanto masculino: mini-vôlei, mirim, infantil, juvenil e adulto.
Sua estreia no Campeonato Gaúcho de Voleibol Feminino de 2016 decorreu no dia 17 de setembro, no Ginásio do SESI, em Erechim. No primeiro jogo, a equipe triunfou por 3-0 contra a AVF/Santa Maria. No final da competição, a equipe ficou ficou com o vice-campeonato.

## Campanhas de destaque
- Campeonato Gaúcho de Voleibol Feminino de 2016: 2º lugar
- Campeonato Gaúcho de Voleibol Feminino de 2017: 3º lugar